# Pteromalus neesii
Pteromalus neesii is een vliesvleugelig insect uit de familie Pteromalidae. De wetenschappelijke naam is voor het eerst geldig gepubliceerd in 1844 door Ratzeburg.